# 도치가하라촌
도치가하라촌(栃ヶ原村)은 니가타현 가리와군에 설치되었던 촌이다. 현재의 가시와자키시에 해당한다.